# Le Livre muet

Le Livre muet est un téléfilm français, écrit et réalisé en 1962 par Gérard Dumont, d'après le conte de Hans Christian Andersen.

## Synopsis
Un jeune voyageur, assoiffé au sortir d'une forêt, demande à boire. Il voit un cercueil : c'est un jeune homme qui vient de mourir, Hans. Ce dernier, pianiste, était amoureux d'une châtelaine.

## Distribution
- Marcel Mouloudji
- Rita Cadillac
- Hilda Camba
- Frédérique Villedent

## Fiche technique
- Durée 18 min 24 s.